# Eilema nitens
Eilema nitens är en fjärilsart som beskrevs av Rothschild 1912. Eilema nitens ingår i släktet Eilema och familjen björnspinnare. Inga underarter finns listade i Catalogue of Life.